# 小池淳一 (工学者)
小池 淳一（こいけ じゅんいち、1959年 - ）は日本の材料工学者。三重県鳥羽市出身。
東北大学名誉教授、東北大学未来科学技術共同研究センター特任教授（インターコネクト・アドバンスト・テクノロジー（ICAT)共同研究プロジェクト）、株式会社マテリアル・コンセプト共同創業者・CTO。
1983年に東京工業大学工学部金属工学科卒業、1985年に東京工業大学大学院理工学研究科金属工学専攻修士課程修了。同年に米国 Northwestern University, Dept. of Materials Science and Engineeringに入学し、飯井正博教授に師事。また、Argonne National Laboratoryの常勤Research StudentとしてPaul Okamoto博士、Lynn Rehn博士に師事し1989年に Ph. D.。博士論文題目は「Radiation-induced amorphization of intermetallic compounds」。
その後、1989 - 1991年に米国 Los Alamos National Laboratory, Center for Materials ScienceにおいてDirector's postdocとしてDon Parkin, Mike Nastasi, Terry Mitchellらと研究を行った。1991 - 1994年には米国 Oregon State University, Dept. of Mechanical EngineeringにおいてAssistant ProfessorとしてMike Kassner, Bill Warns, Shoichi Kimuraらと研究を行った。1994年４月に東北大学工学部材料物性学科の助教授に着任。及川洪教授、丸山公一教授が主催する強度材料学講座において金属の高温変形の研究を行った。2005年に極限材料学講座の教授に昇任し、須藤祐司准教授、安藤大輔助教らとともに金属材料や半導体の機械的特性、電気的特性および信頼性に関する研究に従事した。
主な業績として、集積回路の多層配線材料にCu-Mn合金を提案し、バリア層自己形成法を確立したことが挙げられる。半導体デバイスに広く実用化されており、ムーアの法則に則ったデバイス微細化の進展に貢献した。将来の技術世代における多層配線の課題に対しては新合金や金属間化合物を提案し、材料工学的観点から用途に応じた解を示している。さらに、金属配線が半導体と接する界面における接触抵抗を低減するための研究も実施し、SiCやGaNなどのワイドギャップ半導体に対して好適な電極材料を開発することで省エネルギーデバイスの普及拡大に貢献している。　また、軽量かつ高強度のマグネシウム合金の変形破壊機構を明らかにした。マグネシウム合金は変形能に乏しいと考えられていたが、ひずみの連続性を維持するために集中応力が発生して、本来は変形に寄与しないと思われていた種々の変形機構が活動することで、予想以上の変形能を発現できることを示した。さらに、変形初期に形成される組織が局所的な大変形を誘発することで、突発的な破壊に至ることを示した。これらの新たな知見によって、構造材料としてマグネシウム合金を利用するときの材料設計指針をたてる際に役立っている。
2011年の東日本大震災を仙台で経験したことをきっかけとして、再生可能エネルギー源としての太陽電池を安価に提供する材料技術（銀配線を銅配線に替えてコスト減を実現）の開発を始め、2013年に株式会社マテリアル・コンセプトを起業した。銅ペーストを300～400℃で酸化・還元して配線を形成する方法を見出し、2016年にはAl-BSF型のシリコン太陽電池で19.7％の変換効率を達成した。2024年にはTOPCon型のシリコン太陽電池で24.8％の変換効率を達成し、さらなる改善に取り組んでいる。

## 主な受賞歴
- 日本金属学会 功績賞　2001年
- 文部科学大臣表彰 科学技術賞研究部門　「先端集積回路多層配線材料の研究」2013年
- 本多記念会　本多フロンティア賞　「先端電子デバイスにおける配線材料の開発」2016年
- 第23回日本金属学会増本量賞 「先端半導体素子の高性能化・高機能化を目指した配線材料および配線形成プロセスに関する研究」2016年
- 大学発ベンチャー表彰文部科学大臣賞（科学技術振興機構）2018年
- 第60回日本金属学会谷川・ハリス賞 「軽量構造材料の変形挙動に関する研究」2021年
- 第55回市村学術賞 功績賞　「半導体デバイスの進展を支える新規配線材料技術の開発」2023年[5]
- 令和6年度紫綬褒章 2024年[6]
- 本多記念会　第66回本多記念賞　「合金および金属間化合物を利用した先端デバイス配線の研究開発」2025年[7]